# Förtvivlan
Förtvivlan (norska: Fortvilelse) är en oljemålning av den norske konstnären Edvard Munch från 1892. Målningen är utställd på Thielska galleriet i Stockholm. Munch kallade den ursprungligen för Sjuk stämning vid solnedgång (norska: Syk stemning ved solnedgang).
Munch målade en andra version 1894 där en hattlös förgrundsgestalt är framåtvänd. Den är en oljemålning på en ungefär lika stor duk (92 x 72,5 cm) och ingår i Munchmuseets samlingar i Oslo. 
Landskapet med fjord och två skepp i bakgrunden är Oslofjorden och vägen som syns i målningen är den som leder från Oslo till Nordstrand. Platsen, vid Ekeberg, är densamma som i Munchs målning Skriet, vars första version sammanställdes året efter, och Ångest (1894). 
Munch beskriver i sin dagbok den 21 januari 1892 vad han vill återge med Förtvivlan som tillkom under hösten samma år:  
| ” | Jag gick vägen bort med två vänner – solen gick ned – jag kände en pust av vemod – himlen blev plötsligt blodigt röd. Jag stannade, lutade mig mot räcket trött till döden – (mina vänner såg på mig och gick vidare –) såg ut över de flammande molnen, som blod och svärd över den blåsvarta fjorden och staden – mina vänner gick vidare – och jag stod där skälvande av ångest – och jag kände som ett stort oändligt skrik genom naturen. | „ |
| – | |   |

## Relaterade målningar

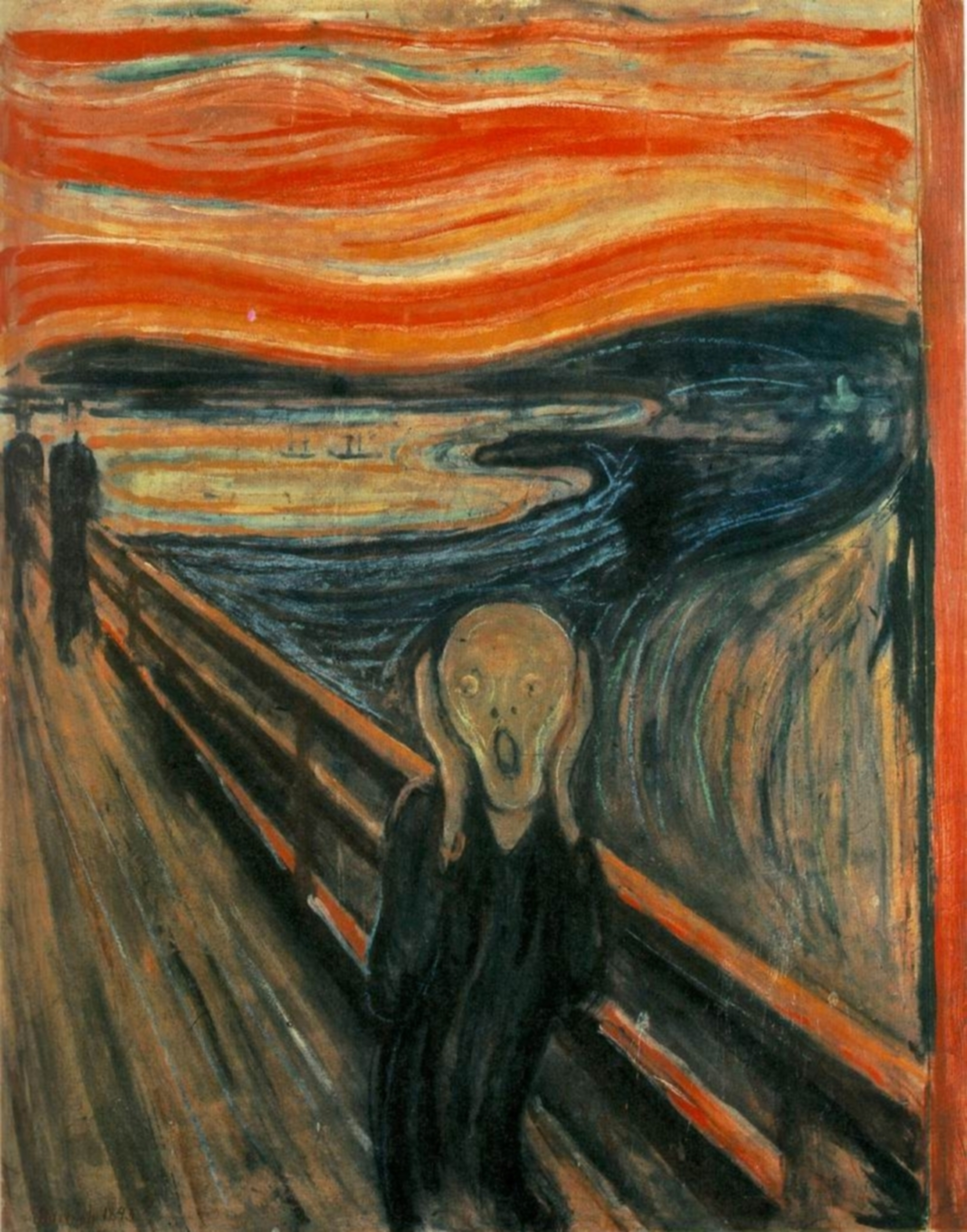
Den första versionen av Skriet (1893), utställd på Nasjonalmuseet.
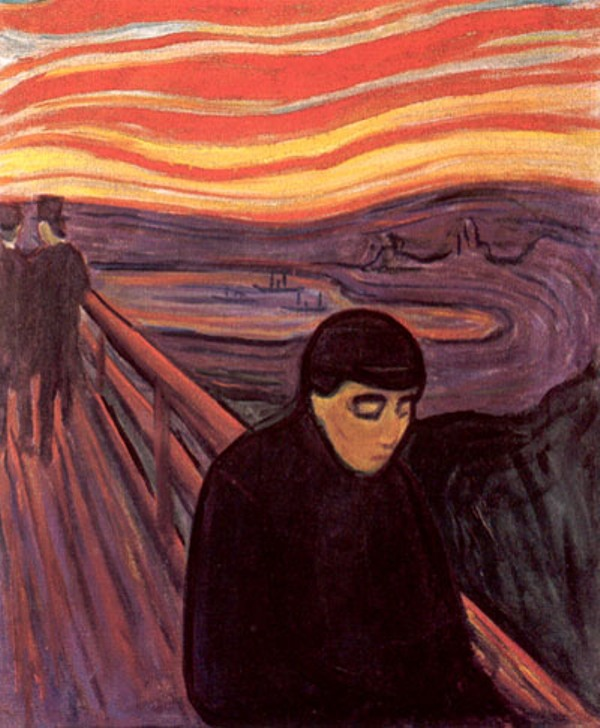
Den andra versionen av Förtvivlan (1894), utställd på Munchmuseet.
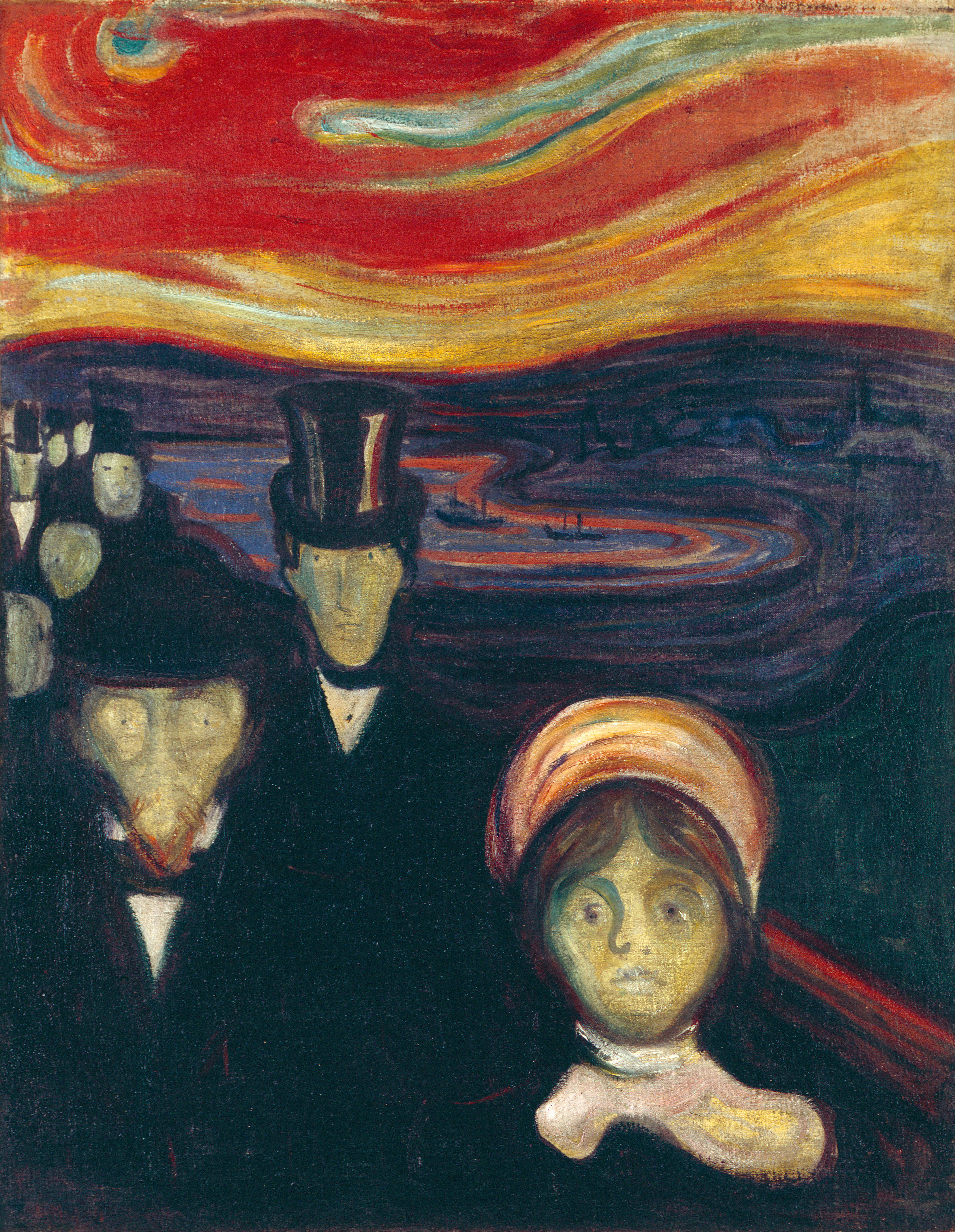
Ångest (1894), utställd på Munchmuseet.